# Tân Bình, Bắc Tân Uyên
Tân Bình là một thị trấn thuộc huyện Bắc Tân Uyên, tỉnh Bình Dương, Việt Nam.

## Địa lý
Thị trấn Tân Bình nằm ở phía tây huyện Bắc Tân Uyên, có vị trí địa lý:
- Phía đông giáp xã Bình Mỹ
- Phía tây giáp thành phố Bến Cát
- Phía nam giáp thành phố Tân Uyên
- Phía bắc giáp huyện Bàu Bàng và huyện Phú Giáo.

Thị trấn có diện tích 28,93 km², dân số năm 2021 là 11.435 người, mật độ dân số đạt 396 người/km².

## Hành chính
Tân Định được chia thành 5 khu phố: 1, 2, 3, Cổng Xanh, Suối Tre.

## Lịch sử
Sau năm 1975, Tân Bình là một xã thuộc huyện Phú Giáo.
Ngày 11 tháng 3 năm 1977, huyện Phú Giáo giải thể, xã Tân Bình được sáp nhập vào huyện Tân Uyên.
Từ ngày 29 tháng 12 năm 2013, xã Tân Bình trực thuộc huyện Bắc Tân Uyên mới thành lập.
Ngày 9 tháng 12 năm 2020, Ủy ban Thường vụ Quốc hội ban hành Nghị quyết 1110/NQ-UBTVQH14 (nghị quyết có hiệu lực từ ngày 1 tháng 2 năm 2021). Theo đó, thành lập thị trấn Tân Bình trên cơ sở toàn bộ 28,93 km² diện tích tự nhiên và 9.879 người của xã Tân Bình.